# Boreopteridae
Boreopteridae (nombre que significa "alas del norte") es una familia de pterosaurios ornitoqueiroides del Aptiense, en el Cretácico Inferior, hallados en la formación Yixian de Liaoning, en la actual China.

## Paleoecología
Los taxones conocidos proviene de la formación Yixian Formation de Liaoning, el cual representaba un sistema de lagos, lo que sugiere que estos animales habitaban en ambientes de agua dulce. Se piensa que estos se alimentaban mientras nadaban, atrapando a sus presas con sus dientes semejantes a agujas; este método de pesca era probablemente análogo al de los delfines de río  Platanista, los cuales poseen una dentición similar.
Muchos posibles restos de ornitoqueíridos podrían realmente pertenecer a boreoptéridos, siendo un posible ejemplo Aetodactylus, el cual se ha afirmado que es parecido a Boreopterus.